# فريال صالح
فريال صالح (1941 - 14 يونيو 2012 )، مذيعة مصرية. كانت من أوائل من قدم البرامج التي تعرف باسم «توك شو» في مصر. ومن أشهر البرامج التي قامت بتقديمها «اخترنا لك» و«حق الجماهير».

## البرامج الذي قدمتها
- حق الجماهير
- على فين
- نجوم على الهوا
- أستوديو الفن
- اخترنا لك
- صفحات من حياتي